# Tupu
A Tupu (franciául "Toupou") német-francia-kanadai animációs sorozat. Pepper Sue és Elastik Jane készítették. A műsor a címadó lányról szól, aki a Central Parkban él. Különleges képessége, hogy tud beszélni az állatokkal, sőt, a legjobb barátja is egy állat: egy mókus. Tupu később a vadon összes állatával összebarátkozott. A főszereplők közé tartozik még egy polgármester is, valamint egy parkőr is, aki a sorozat fő gonoszának számít, mivelhogy folyton el akarja kapni Tuput. A sorozat 1 évadot élt meg 26 epizóddal. 22 perces egy epizód. Külföldön 2005-től 2012-ig vetítette több tévécsatorna is. Magyarországon a Minimax mutatta be.

## Évados áttekintés
| Évad | Évad | Epizódok | Eredeti sugárzás  | Eredeti sugárzás  | Magyar sugárzás | Magyar sugárzás |
| Évad | Évad | Epizódok | Évadpremier       | Évadfinálé        | Évadpremier     | Évadfinálé      |
| ---- | ---- | -------- | ----------------- | ----------------- | --------------- | --------------- |
|      | 1    | 26       | 2005. április 19. | 2005. október 11. | 2006. május 4.  | 2006. május 29. |

## 1. évad
| #   | Eredeti cím                      | Magyar cím                   | Eredeti premier      | Magyar premier (Minimax) |
| --- | -------------------------------- | ---------------------------- | -------------------- | ------------------------ |
| 1.  | Members Only                     | Parkcápák                    | 2005. április 19.    | 2006. május 4.           |
| 2.  | Old Dogs, New Tricks             | Tubi mama                    | 2005. április 26.    | 2006. május 5.           |
| 3.  | It's a Hard Rock Life            | Nehéz a rocksztár élete      | 2005. május 3.       | 2006. május 6.           |
| 4.  | V.I.P.                           | A gyereksztár                | 2005. május 10.      | 2006. május 7.           |
| 5.  | First Steps on Stage             | Lámpaláz                     | 2005. május 17.      | 2006. május 8.           |
| 6.  | One for All, All for One         | Az akrobata                  | 2005. május 24.      | 2006. május 9.           |
| 7.  | The Kangaroo                     | Kenguru a parkban            | 2005. május 31.      | 2006. május 10.          |
| 8.  | Straight Down the Metal          | Kincskeresők                 | 2005. június 7.      | 2006. május 11.          |
| 9.  | Monkey Business                  | Majomcirkusz                 | 2005. június 14.     | 2006. május 12.          |
| 10. | The Hunt for Tupu                | Vadászat a parkban           | 2005. június 21.     | 2006. május 13.          |
| 11. | Baby John                        | Norton, a bébicsősz          | 2005. június 28.     | 2006. május 14.          |
| 12. | Treetop Adventures               | A mászóbajnok                | 2005. július 5.      | 2006. május 15.          |
| 13. | The Right Number                 | A számháború                 | 2005. július 12.     | 2006. május 16.          |
| 14. | Tupu's New Friend                | A hasonmás                   | 2005. július 19.     | 2006. május 17.          |
| 15. | Home Sweet Home                  | Éjszakai vendég az iskolában | 2005. július 26.     | 2006. május 18.          |
| 16. | Tupu on Vacation                 | Szünidei stressz             | 2005. augusztus 2.   | 2006. május 19.          |
| 17. | Norton's Birthday                | Norton születésnapja         | 2005. augusztus 9.   | 2006. május 20.          |
| 18. | Don't Judge a Book By Its' Cover | Az egéridomár                | 2005. augusztus 16.  | 2006. május 21.          |
| 19. | Trick or Treat                   | A rettegés éjszakája         | 2005. augusztus 23.  | 2006. május 22.          |
| 20. | Beware of Gorilla                | Vigyázat, gorilla!           | 2005. augusztus 30.  | 2006. május 23.          |
| 21. | The End                          | Norton elveszti a fejét      | 2005. szeptember 6.  | 2006. május 24.          |
| 22. | The Best Christmas Ever          | Szép karácsony               | 2005. szeptember 13. | 2006. május 25.          |
| 23. | Paparazzi Alert!                 | Fogfájás                     | 2005. szeptember 20. | 2006. május 26.          |
| 24. | Jungle Jam in Central Park       | Dzsungelzene a parkban       | 2005. szeptember 27. | 2006. május 27.          |
| 25. | The Hat Thief                    | A kalaptolvaj                | 2005. október 4.     | 2006. május 28.          |
| 26. | Let's Break the Ice              | Norton korcsolyázik          | 2005. október 11.    | 2006. május 29.          |